# イン・ザ・ヒーロー
『イン・ザ・ヒーロー』 (IN THE HERO) は、2014年9月6日に公開された日本映画。

## 概要
アクション映画やドラマなどにおいて、ヒーローのスーツや怪獣の着ぐるみを着用してスタントを行うスーツアクターに焦点を当てた作品。監督は武正晴。主役のベテランスーツアクター・本城渉役には東映アクションクラブ出身でスーツアクターとしての活動経験がある唐沢寿明。激しいアクションに挑むため、4か月におよぶ肉体改造を行い、演技に挑んだ。本作のEDで唐沢のスーツアクター時代の画像が流れる。
全国200スクリーンで公開され、2014年9月6日、7日の初日2日間で興収4728万3400円、動員3万5479人を記録し、映画観客動員ランキング（興行通信社調べ）で初登場8位となった。
ぴあ調べの9月6日公開映画の満足度調査では1位を獲得している。

## あらすじ
スーツアクター歴25年のベテラン・本城渉は、自身が代表を務める「下落合ヒーローアクションクラブ」（HAC）のメンバーとともにテレビ番組『神龍戦士ドラゴンフォー』のスーツを演じている。ある日、本城のもとに『ドラゴンフォー』の新作映画版で、数年振りとなる顔出し出演のオファーが届く。本城は大喜びで元妻の凛子に報告して顔合わせや本読みに挑むが、まもなく自身の役が人気若手俳優・一ノ瀬リョウに交代したことを知らされる。ハリウッド映画『ラストブレイド』のデビューオーディションに挑んでいた一ノ瀬は、『ドラゴンフォー』の役を軽視したうえ、撮影現場で裏方を見下す態度を繰り返し、共演のHACメンバーらとたびたび対立する。
ある日の『ドラゴンフォー』の撮影日に、一ノ瀬は自分がアクションができる俳優であることをアピールしようと、アクションシーンのリハーサルを引き受ける。しかし、一ノ瀬はアクションにキレがない上に段取りをミスし、大芝美咲が怪我をするきっかけを作ってしまう。さらに運悪く、撮影現場には『ラストブレイド』のラインプロデューサーである石橋が居合わせ、キレのない演技を責められる。一ノ瀬は意気消沈し、自分の悪態を改め、本城にアクションの指導を願い出る。HACメンバーとの特訓でメンバーと打ち解けてアクションの実力が向上した一ノ瀬は、『ラストブレイド』のオーディションで見事なアクションシーンを披露し、合格して出演が決定する。
しかし、『ラストブレイド』の撮影は中止の危機に陥る。クライマックスのワイヤーなし、CGなしの8.5m落下、炎にまみれての100人斬り大立ち回りのシーンをワンカットで演じる予定だった白忍者役の俳優フェン・ロンが、危険すぎるという理由で降板してしまう。代役が決まらない中、石橋は本城にオファーを出す。本城は大役に大喜びするが、凛子からは長年の無理が祟って身体が危険な状態になっていることを理由に反対される。悩む本城だったが、ハリウッドスタッフの「日本にアクション俳優がいない」との声を聞き、命がけのシーンを演じる決意をする。
本番当日、本城の元にはHACメンバーが集結し、『ラストブレイド』に本城の切られ役として出演することを伝える。本城はHACメンバーと共にスタジオ入りし、凛子や娘の歩が見守る中、クライマックスシーンの撮影を始める。本城は一発で撮影を完了させてスタッフたちを感動させるが、カメラが止まった途端、その場に倒れ込んでしまう。妻子やHACメンバーが駆け寄り、本城は病院に搬送される。入院することになった本城だったが命に別条はなく、見舞いに訪れた妻子を前に、本城は退院したらすぐに仕事に戻ると意気込む。

## 登場人物
本城渉
演：唐沢寿明
下落合ヒーローアクションクラブ（HAC）代表兼スーツアクター。周りからはリーダーと呼ばれている。スーツアクター歴25年のベテランで、ブルース・リーに憧れている熱血漢。過去のスタントで首を痛めている。妻の凛子とは3年前に離婚して一人暮らし。子どもは一人娘の歩がいる。テレビ番組『神龍戦士ドラゴンフォー』ではドラゴンレッドのスーツを演じている。
一ノ瀬リョウ
演：福士蒼汰
芸能事務所スターガーデン所属の若手人気俳優。幼い弟・妹との3人暮らし。バイクによるウィリー走行ができる。普段から体を鍛えておりアクションには自信があったが、本職のスキルの違いに圧倒される。
大芝美咲
演：黒谷友香
HACメンバー。神龍戦士ドラゴンフォーではドラゴンブルーのスーツを演じている。関西弁を喋り、きつめの性格。
海野吾郎
演：寺島進
HACメンバー。神龍戦士ドラゴンフォーではドラゴンピンクのスーツを演じている。小柄な体格を活かし女優のスタントを担当している。
真鍋満
演：草野イニ
HACメンバー。神龍戦士ドラゴンフォーではボーナック星人・チャーピーを演じている。
森田真澄
演：日向丈
HACメンバー。神龍戦士ドラゴンフォーではドラゴングリーンのスーツを演じている。筋肉質な体形。
寺本真理恵
演：赤間麻里子
門脇利雄
演：小出恵介
一ノ瀬リョウのマネージャ。
西尾俊久
演：及川光博
元村凛子の見合い相手。
元村歩
演：杉咲花
本城渉の娘で、一ノ瀬リョウのファン。母・凛子と祖母との3人暮らし。
スタンリー・チャン
演：イ・ジュニク
ハリウッド映画「ラストブレイド」の監督。
石橋隆生
演：加藤雅也
ラストブレイドの日本側ラインプロデューサー。
松方弘樹
演：松方弘樹（本人役）
本城とは知り合い。本城が白忍者を演じると知り、斬られ役を買って出る。
元村凛子
演：和久井映見
本城渉の元妻。薬局を開業している。アクション一筋の渉とは離婚したが、気にはかけている。

## スタッフ
- 監督 - 武正晴
- 制作 - 密山根成、遠藤茂之、木下直哉、藤門浩之、星野晃志、山本周嗣
- 企画・エグゼクティブプロデューサー - 李鳳宇
- プロデューサー - 中林千賀子、三宅はるえ
- 脚本 - 水野敬也、李鳳宇
- 音楽 - 李東峻
- 主題歌 - 吉川晃司 「Dream On」
- 劇中歌 - 串田アキラ 「誰も知らないヒーロー」
- 挿入歌 - 永原真夏(SEBASTIAN X) 「1500円のオトコ」
- アクション監督 - 柴原孝典
- アクションコーディネーター - 竹田道弘
- 撮影 - 木村信也
- 照明 - 尾下英治
- 美術 - 中澤克巳
- 録音 - 松本昇和
- 編集 - 細野優理子
- VFXスーパーバイザー - 美濃一彦
- マスクスーツ製作統括 - 江川悦子
- マスクデザイン・造型チーフ - 神田文裕
- 忍者マスクデザイン・製作　- よね工房
- 装飾 - 平井浩一
- 衣装 - 浜井貴子
- ヘアメイク - 内城千栄子
- スクリプター - 山内薫
- 音響効果 - 西村洋一
- 助監督 - 井上雄介
- 制作担当 - 細谷力
- 企画制作 - ガーデングループ、RESPECT
- 制作プロダクション - ブースタープロジェクト
- 配給 - 東映
- 製作 - Team REAL HERO（RESPECT、東映、木下グループ、讀賣テレビ放送、中央映画貿易、文響社）

## 受賞歴
- 第38回日本アカデミー賞新人俳優賞（福士蒼汰『好きっていいなよ。』、『神さまの言うとおり』と合わせて）[3]

## 参考資料
- 『イン・ザ・ヒーロー』パンフレット（東映事業推進部）